# العلاقات البوروندية الغرينادية
العلاقات البوروندية الغرينادية هي العلاقات الثنائية التي تجمع بين بوروندي وغرينادا.

## مقارنة بين البلدين
هذه مقارنة عامة ومرجعية للدولتين:
| وجه المقارنة                                              | بوروندي                                    | غرينادا                                |
| --------------------------------------------------------- | ------------------------------------------ | -------------------------------------- |
| المساحة (كم2)                                             | 27.83 ألف                                  | 348                                    |
| عدد السكان (نسمة)                                         | 10.86 مليون                                | 107.83 ألف                             |
| الكثافة السكانية (ن./كم²)                                 | 390.23                                     | 30.99 ألف                              |
| العاصمة                                                   | بوجومبورا، جيتيغا                          | سانت جورجز                             |
| اللغة الرسمية                                             | اللغة الكيروندية، لغة فرنسية، لغة إنجليزية | لغة إنجليزية، إنكليزية غرنادة المولدة ‏ |
| العملة                                                    | فرنك بوروندي                               | دولار شرق الكاريبي                     |
| الناتج المحلي الإجمالي (بليون دولار)                      | 3.48 مليار                                 | 1.12 مليار                             |
| الناتج المحلي الإجمالي (تعادل القوة الشرائية) بليون دولار | 8.13 مليار                                 | 1.45 مليار                             |
| الناتج المحلي الإجمالي الاسمي للفرد دولار أمريكي          | 277                                        | 9.21 ألف                               |
| الناتج المحلي الإجمالي للفرد دولار أمريكي                 | 77                                         | 12.43 ألف                              |
| مؤشر التنمية البشرية                                      | 0.400                                      | 0.750                                  |
| رمز المكالمات الدولي                                      | +257                                       | +1473                                  |
| رمز الإنترنت                                              | .bi                                        | .gd                                    |
| المنطقة الزمنية                                           | ت ع م+02:00                                | 00                                     |

## منظمات دولية مشتركة
يشترك البلدان في عضوية مجموعة من المنظمات الدولية، منها:
| علم المنظمة | اسم المنظمة                                 | تاريخ انضمام بوروندي | تاريخ انضمام غرينادا |
| ----------- | ------------------------------------------- | -------------------- | -------------------- |
|             | الاتحاد البريدي العالمي                     | ?                    | ?                    |
|             | يونسكو                                      | 16 نوفمبر 1962       | 17 فبراير 1975       |
|             | البنك الدولي للإنشاء والتعمير               | 28 سبتمبر 1963       | 27 أغسطس 1975        |
|             | منظمة التجارة العالمية                      | 23 يوليو 1995        | ?                    |
|             | وكالة ضمان الاستثمار متعدد الأطراف          | 10 مارس 1998         | 12 أبريل 1988        |
|             | الاتحاد الدولي للاتصالات                    | 16 فبراير 1963       | 17 نوفمبر 1981       |
|             | منظمة الشرطة الجنائية الدولية               | ?                    | ?                    |
|             | مؤسسة التمويل الدولية                       | 28 نوفمبر 1979       | 28 أغسطس 1975        |
|             | الأمم المتحدة                               | 18 سبتمبر 1962       | 17 سبتمبر 1974       |
|             | مجموعة دول أفريقيا والكاريبي والمحيط الهادئ | ?                    | ?                    |
|             | مؤسسة التنمية الدولية                       | 28 سبتمبر 1963       | 28 أغسطس 1975        |
|             | منظمة حظر الأسلحة الكيميائية                | ?                    | ?                    |
|             | المركز الدولي لتسوية المنازعات الاستشارية   | 5 ديسمبر 1969        | 23 يونيو 1991        |